# Type 54
A Type 54 (em chinês:  54式手槍) e suas variantes (Type 51, M20, TU-90 e Modelo 213) são cópias chinesas da Tokarev TT-33 soviética.
As pistolas Type 54 também são conhecidas coloquialmente como pistolas "Estrela Negra" (em chinês:  黑星手槍) devido à estrela de cinco pontas gravada no painel preto do punho.

## Descrição
A Type 54 é a versão melhorada da Type 51 (cópia chinesa da TT-33) produzida após a Guerra da Coreia. A Type 51 foi adotada pela primeira vez em 1951 e produzida na Fábrica 66 de Shenyang usando peças de fabricação soviética e chinesa. Em 1954, após a fabricação de aproximadamente 250.000 pistolas, a designação foi alterada para Type 54 e a pistola utilizou exclusivamente componentes locais. Esta pistola está comumente disponível no calibre 7,62×25mm Tokarev, embora algumas variantes tenham sido feitas no calibre 9×19mm Parabellum.
Embora a QSZ-92 (Type 92) tenha complementado a Type 54 no Exército, a arma ainda está em serviço em algumas das forças armadas chinesas (como a Polícia Armada do Povo e algumas tropas do Exército de Libertação Popular) hoje.
Os vietnamitas usaram a Type 54 durante a Guerra do Vietnã, com a designação súng ngắn K-54 (uma tradução vietnamita do chinês 54式手枪 (arma curta tipo 54), com K para Kiểu sendo o tipo). Pistolas Type 54 foram contrabandeadas para o Japão em uma quantidade significativa, muitas vezes para uso pela Yakuza.

## Variantes
A Norinco, fabricante estatal de armas do Exército de Libertação Popular na China, ainda fabrica uma variante comercial da pistola Tokarev com câmara para o cartucho 9×19mm Parabellum mais comum, conhecida como Tokarev Modelo 213, bem como no calibre original 7,62×25mm. Possui uma trava de segurança, que estava ausente nas pistolas TT-33 de produção soviética. Além disso, o Modelo 213 apresenta ranhuras finas na corrediça, em oposição aos tipos largos russos originais. O modelo 9×19mm é apresentado com um bloco de alojamento do carregador montado na parte traseira do alojamento do carregador para aceitar carregadores do tipo 9×19mm sem modificação de estrutura.
O modelo Norinco em produção atual não está disponível para venda nos Estados Unidos devido às proibições de importação de armas de fogo chinesas, embora armas mais antigas do tipo Modelo 213 importadas nas décadas de 1980 e 1990 sejam comuns.
A M20 era uma versão da Type 54 feita sem marcações de fábrica para ocultar a origem da arma. Muitas delas foram fornecidas às forças norte-vietnamitas durante a Guerra do Vietnã, também chamada de K54. Uma versão atualizada conhecida como K14-VN é fabricada pela Fábrica Z111, e tem capacidade aumentada para 13 cartuchos, com punho mais largo para incorporar um carregador bifilar, que é baseado no da Tokarev Modelo 213. Pesquisa e desenvolvimento começaram em 2001. A K14-VN começou a servir nas forças do Exército do Povo do Vietnã em 10 de maio de 2014.
A TU-90 (também conhecida como NP-10 ou Modelo 213-B) é um Modelo 213 aprimorado, semelhante à Tokagypt 58 projetada e fabricada na Hungria e contratada pelo Egito na década de 1950. A construção é principalmente em aço forjado e usinado, com acabamento azulado fosco. Os punhos são de borracha envolvente com nervuras nas laterais.
Variantes mais recentes como WQ213B54, 213-A e NT04, com carregador bifilar, foram desenvolvidas.
O nome de indústria para a K54 regular e a K14-VN é conhecido como SN7M e SN7TD.

## Operadores
- China[4]
- Iraque - Pistolas Type 51 usadas[5]
- Somalilândia[6]
- Vietname − Usada pelo Exército do Povo do Vietnã e Việt Cộng[7]

### Ex-operadores
- Partido da Liberdade Inkatha[8]